# توکیو نیچی نیچی شینبون

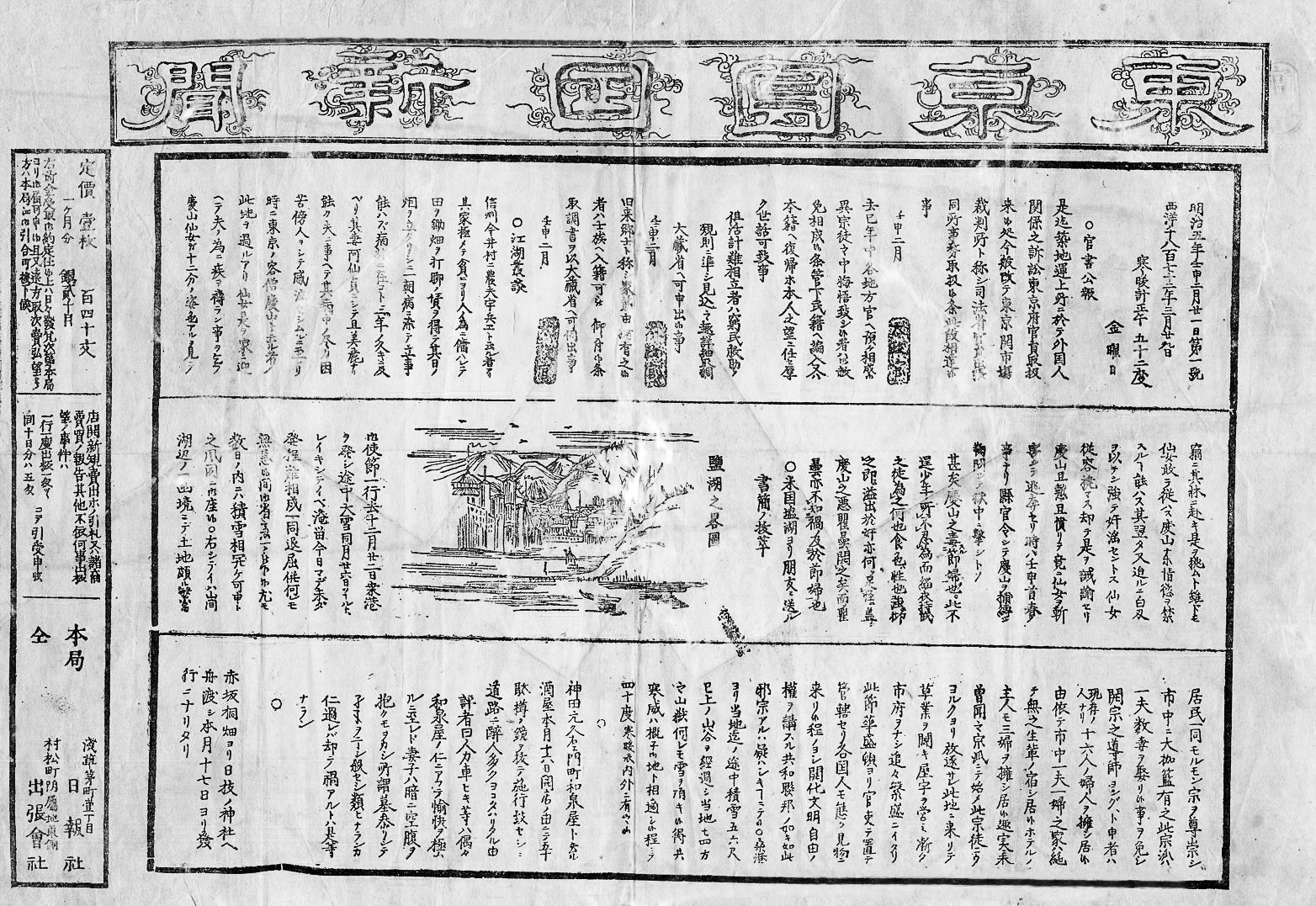
اولین نسخه توکیو نیچی نیچی شیمبون در ۲۱ فوریه ۱۸۷۲

توکیو نیچی نیچی شینبون (به ژاپنی: 東京日日新聞, Tōkyō Nichi Nichi Shinbun)، یک روزنامه بود که از سال ۱۸۷۲ تا ۱۹۴۳ در توکیو، ژاپن چاپ شد.
در سال ۱۸۷۵، این شرکت اولین سرویس تحویل روزنامه در جهان را آغاز کرد.